# Burg Scharfenstein (Schwarzwald)
Die Burg Scharfenstein ist die Ruine einer Höhenburg auf einer imposanten Felsengruppe im hinteren Münstertal beim Ortsteil Obermünstertal der Gemeinde Münstertal im Landkreis Breisgau-Hochschwarzwald in Baden-Württemberg.

## Geschichte
1267 wird die Burg erstmals als „castrum Scharphenstein“ im Besitz der Herrschaft von Staufen erwähnt. Lesefunde auf der Burgstelle legen einen Beginn der Anlage um 1200 nahe. Zunächst in einer gefälschten Urkunde zu 1211 sind die Herren von Staufen als Vögte und Gerichtsherren des Klosters St. Trudpert im Münstertal seit 1218 zuverlässig schriftlich belegt. Zur Festigung ihrer Herrschaft, im Zuge der Herausbildung der Stadt Staufen und der Bergbaustadt Münster, wurden Burg Scharfenstein und Burg Staufen an den Zugängen zum östlichen und westlichen Münstertal errichtet. Strategisch günstig am Saumpfad ins Wiesental gelegen, diente sie dem Schutz der umliegenden Silbererzbergwerke. Vermutliche Geldverlegenheiten der Herren von Staufen zwangen diese 1325 zur Veräußerung eines Viertels der Vogtrechte und der Burg Scharfenstein an das Kloster St. Trudpert. 1330 folgten die Verkäufe weiterer Teilrechte an das Haus Habsburg und die Stadt Freiburg. Im Streit dieser Kräfte, vor allem zwischen der Klosterherrschaft St. Trudpert und der Freiburger Bürgerschaft, über uneingelöste Pfandsummen und Besitzrechte, insbesondere über die Ausübung der Berghoheit und der damit verbundenen handfesten finanziellen Interessen an den ergiebigen Silbererzvorkommen im Münstertal, aber auch wegen Vorteilnahmen mittels der Verfälschung von Urkunden und Lösegeldforderungen für entführte Kaufleute, kam es im Jahr 1346 zum kriegerischen Konflikt. Über den Schauinsland vordringend zerstörten Freiburger Bewaffnete die Burg Scharfenstein und verwüsteten die mit Mauern und Türmen bewehrte Bergbaustadt Münster. Die Burganlage wurde danach nicht wieder hergestellt. 1480 erfolgte die Nennung als Burgstall im Besitz des Klosters St. Trudpert.

## Anlage

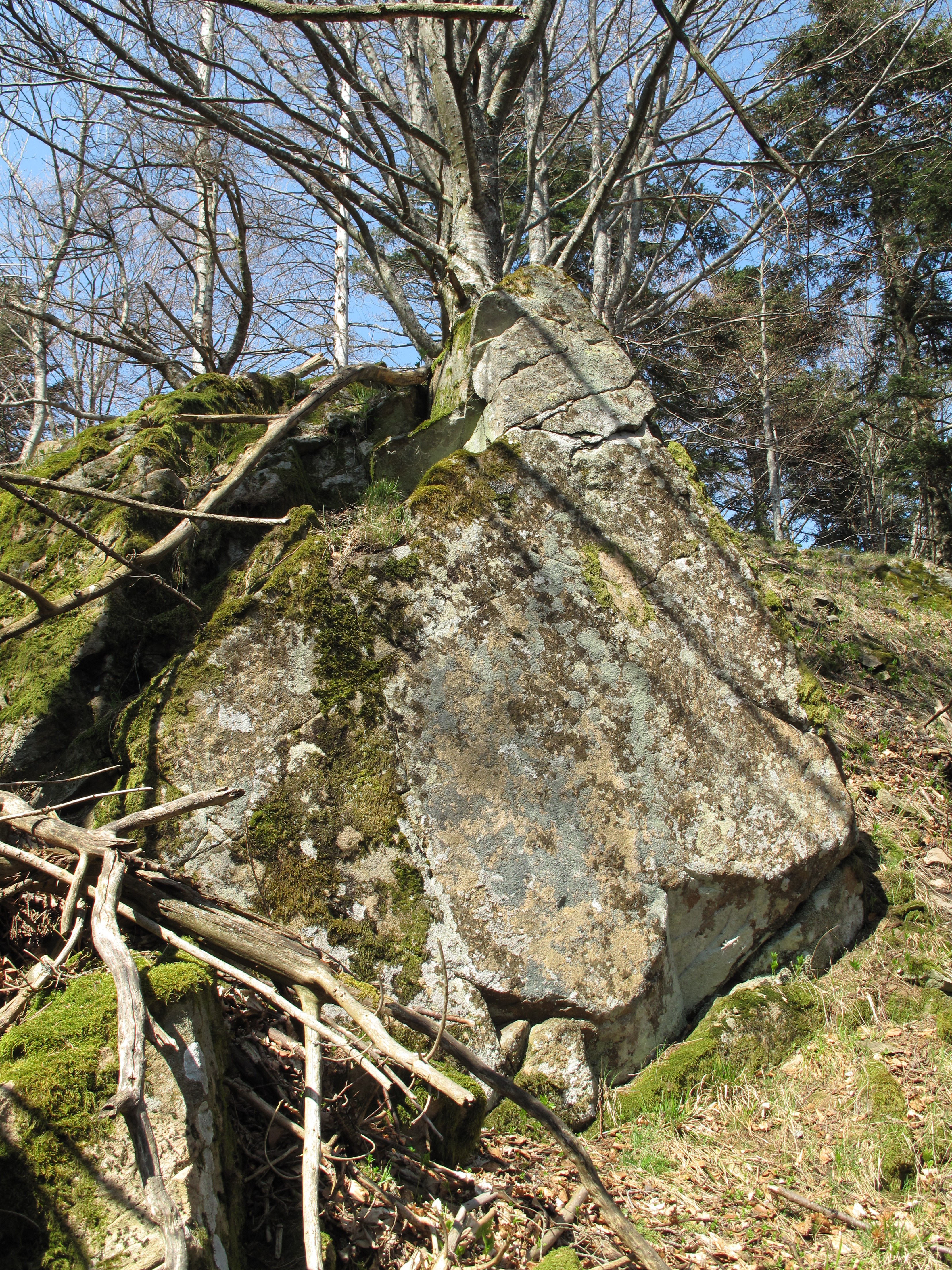
Eckpfeilerartige Felsglättung auf dem Westfels

Die ehemalige Burganlage auf 922 m ü. NN erstreckte sich über drei Felsen mit einer Hauptburg auf dem Felsplateau im Osten. Ihr Zugang dürfte mit dem heutigen Aufgangspfad identisch sein. Er verläuft, von Stützmauerresten befestigt, in einer langgezogenen Serpentinenschleife entlang der Nordflanke zur Burgstelle. Unterhalb des Hauptplateaus erreicht der Fußweg eine langgestreckte Felsterrasse, die sich bis auf die Nordostseite des Burgfelsens ausdehnt und die vermutlich als Vorwerk bzw. Unterburg mit einem Burghof angelegt war. Von ihr verblieb nordseitig ein etwa 7,5 m langer und bis zu 1,2 m hoher Mauerrest aus nicht regelhaften Kleinquadern. An ihrem südöstlichen Ende führen Steinstufen auf das großflächige Felsplateau der oberen Burg. Der Außenriss dieser Kernburg bildet ein annähernd rechtwinkliges Trapez mit Kantenlängen zwischen 35 m im Norden und 38 m auf der Südseite, wobei hier die Besiedlungsfläche durch eine geradlinige Überbauung eines trichterförmigen Felsabrutsches vergrößert wurde. Mit 13,5 m auf der Ostseite erreicht die Anlage ihre größte Breite, welche auf einer Länge von rund 20 m in etwa konstant bleibt, sich westseitig dann aber deutlich auf 8,5 m verschlankt. Hier wie am Südrand finden sich noch geringe Mauerreste aus regelhaften Kleinquadern.

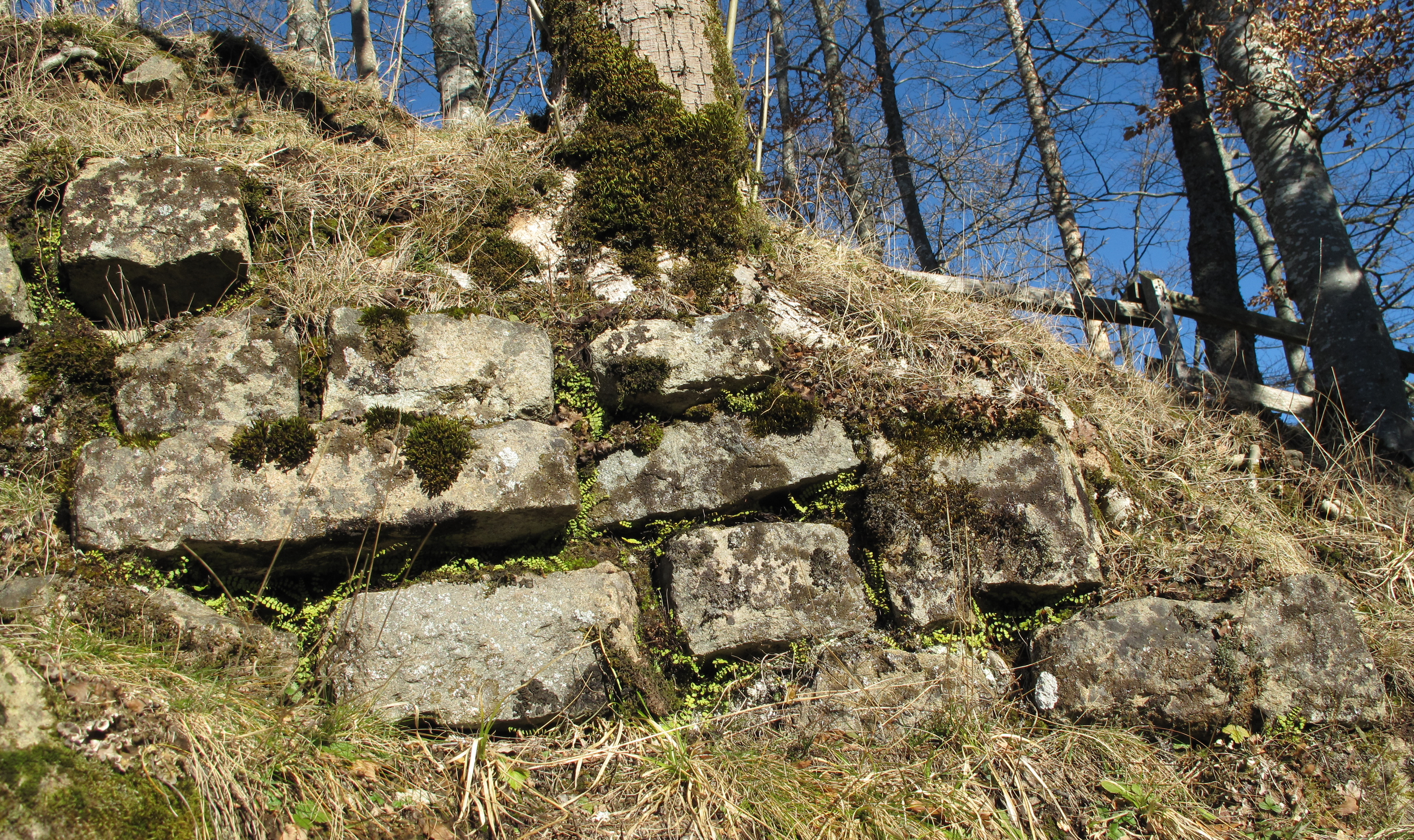
Mauerrest am Südrand der Kernburg

Markant ist ein fragmentarisch erhaltener Mauerzug aus relativ regelmäßig behauenen und versetzten Porphyrquadern am Nordrand der Kernburg. Nach Westen durchbricht eine tiefe, halsgrabenartige Kluft den Hauptfelsen und isoliert sein deutlich kleineres Felsende, das den mittleren Burgfels bildet. Auf ihm lassen sich keine sichtbaren Besiedlungsspuren erkennen. Durch eine grabenartige Senke getrennt, folgt der dritte, westliche Burgfels. Hier haben sich Reste eines quadratischen Turms mit einer lichten Weite von etwa 2,70 m und einem annähernd 1,70 m starkem Mauerwerk erhalten. Einige Meter unterhalb zur südlichen Talseite hin stechen zwei eckpfeilerartig angelegte Felsabarbeitungen ins Auge, zwischen denen ein ehemals 8,5 m breiter Stützmauerzug verlief, von dem noch geringe Reste zeugen. Weiter in Südwestrichtung fällt das felsige Gelände wenig steil zum Grat des Scharfenstein ab. Eine nischenartige Felsaussparung, die etwa auf halber Länge den Kamm durchbricht, sowie eine verflachte plateauähnliche Erhebung vor dem Spornende erfüllten möglicherweise die Funktion eines vorgelagerten Ausgucks. Denkbar wären hier hölzerne Aufbauten, die aber nicht nachgewiesen sind.